# Porricondyla sylvestris
Porricondyla sylvestris är en tvåvingeart som beskrevs av Ephraim Porter Felt 1907. Porricondyla sylvestris ingår i släktet Porricondyla och familjen gallmyggor.
Artens utbredningsområde är New York. Inga underarter finns listade i Catalogue of Life.